# 숨피

숨피(영어: Soompi)는 한국 문화, 주로 K-pop에 대해 다루는 영어 웹사이트이다. 1998년 한국계 미국인 웹 개발자 수잔 강(Susan Kang)이 설립하였으며, 현재 인터넷 상에서 가장 활성화된 케이팝 커뮤니티 중 하나이다.
2011년부터는 대한민국의 연예 기획사들과의 협업을 통해 대한민국내 아티스트와 엔터테인먼트 콘텐츠를 전세계에 소개하고 있다. 2015년 8월 19일부터는 미국의 글로벌 TV 사이트 비키가 숨피를 운영한다.

## 숨피 어워즈
숨피 팬들을 대상으로 부문별로 나뉘어 투표를 통해 가장 많은 득표를 얻은 스타가 선정되는 방식의 시상식이다. 2017년 연초에 진행된 숨피 어워즈는 1억건 이상의 투표를 얻었고, 관련 해시태그는 트위터에서 8시간 연속 전 세계 실시간 트렌드를 기록했다.

## 같이 보기
- Allkpop
- Kpopmap